# Curt Proskauer
Curt Proskauer (* 24. Oktober 1887 in Breslau; † 20. März 1972 in New York City) war ein deutschamerikanischer Zahnarzt, Medizinhistoriker und Leiter des Reichsinstituts für Geschichte der Zahnheilkunde, wo er eine Internationale Zentralstelle zur Katalogisierung zahnärztlich-historischer Objekte schuf. Nach seiner Flucht aus Nazi-Deutschland 1938 in die USA war er Kurator des Charles Henry Land Museums of the School of Dental and Oral Surgery an der Columbia-Universität in New York.

## Leben
Curt Proskauer wurde als Sohn des Breslauer Kaufmanns Salo Proskauer und seiner Frau Elma, geborene Mamlok (1865–1942) geboren. Er besuchte das Friedrich-Gymnasium in Breslau und immatrikulierte 1906 im Fach Zahnmedizin an der Universität Breslau. Nach achtsemestrigem Studium, davon ein Semester in Berlin, legte er 1909 das Staatsexamen ab. Im selben Jahr begann er als Assistenzzahnarzt von Gustav Hesse in Jena.
Er heiratete Erna (geb. Cohn, 1891–1964), mit der er zwei Kinder hatte. Henry (1915–2006) (ursprünglich Hans Gerhard), der nach 1935 an der ETH Zürich bei Otto Rudolf Salvisberg Architektur studierte und zum Zeitpunkt der mehrmonatigen Flucht der übrigen Familie bereits in der Schweiz war. Er folgte seiner Familie im April 1940 in die USA nach. Proskauers zweiter Sohn war Paul (1921 – 9. August 2014), der eine Professur für deutsche Literatur in New York innehatte.

## Wirken

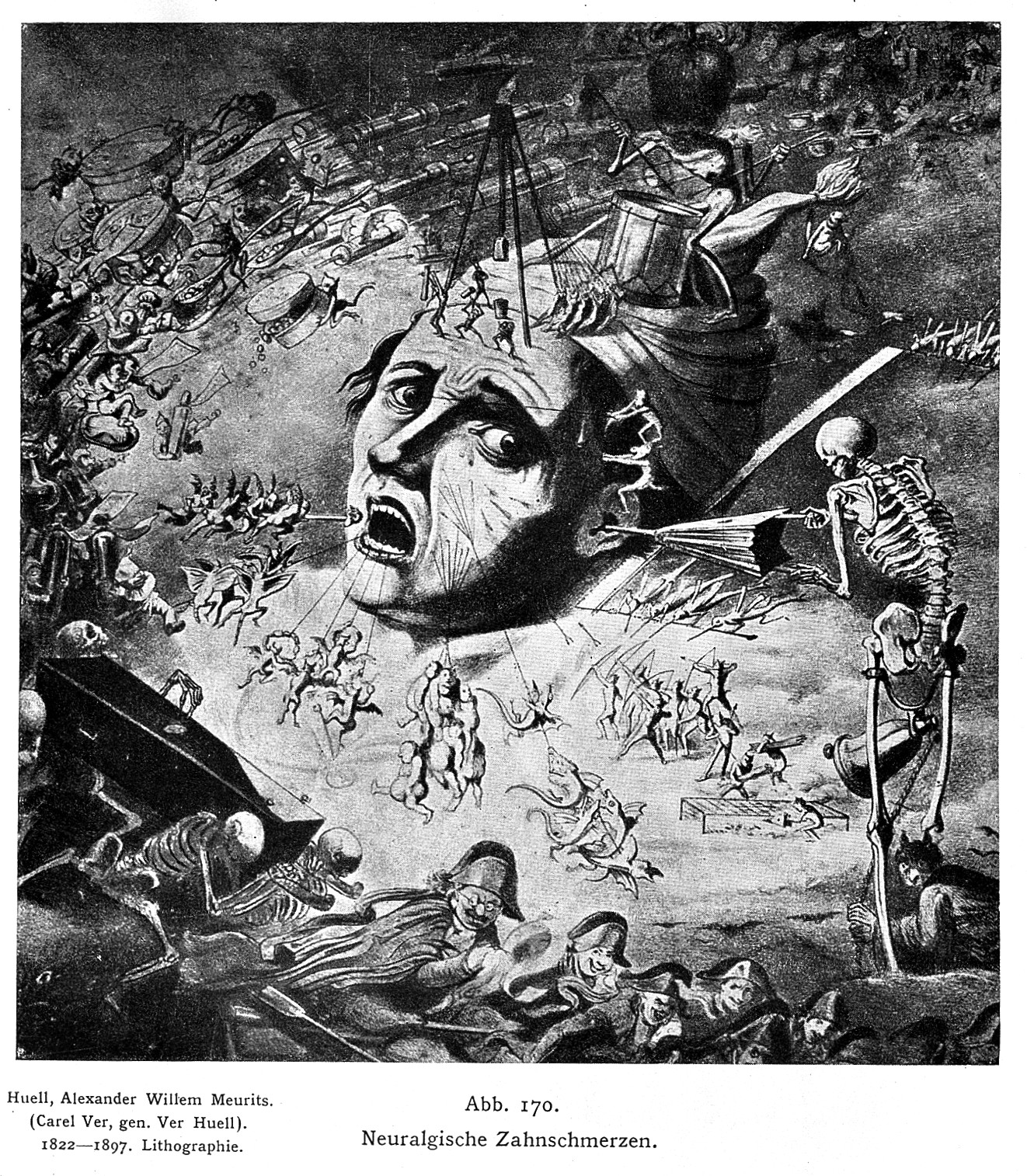
Neuralgische Zahnschmerzen. Lithographie von Alexander Willem Neuritis Huell. Aus der Iconographia Odontologica von Curt Proskauer, 1926

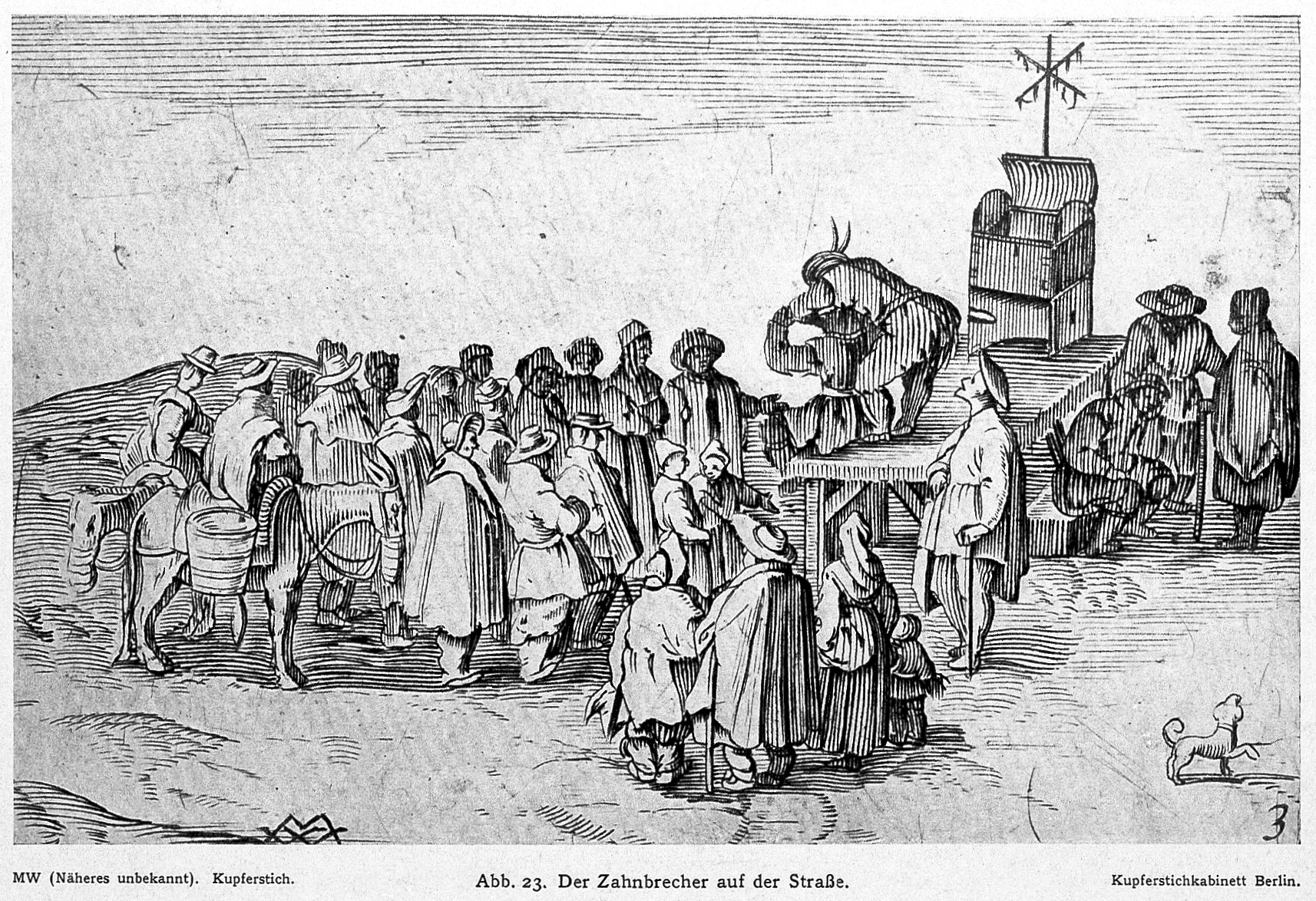
Der Zahnbrecher auf der Strasse. Aus der Iconographia Odontologica von Curt Proskauer, 1926

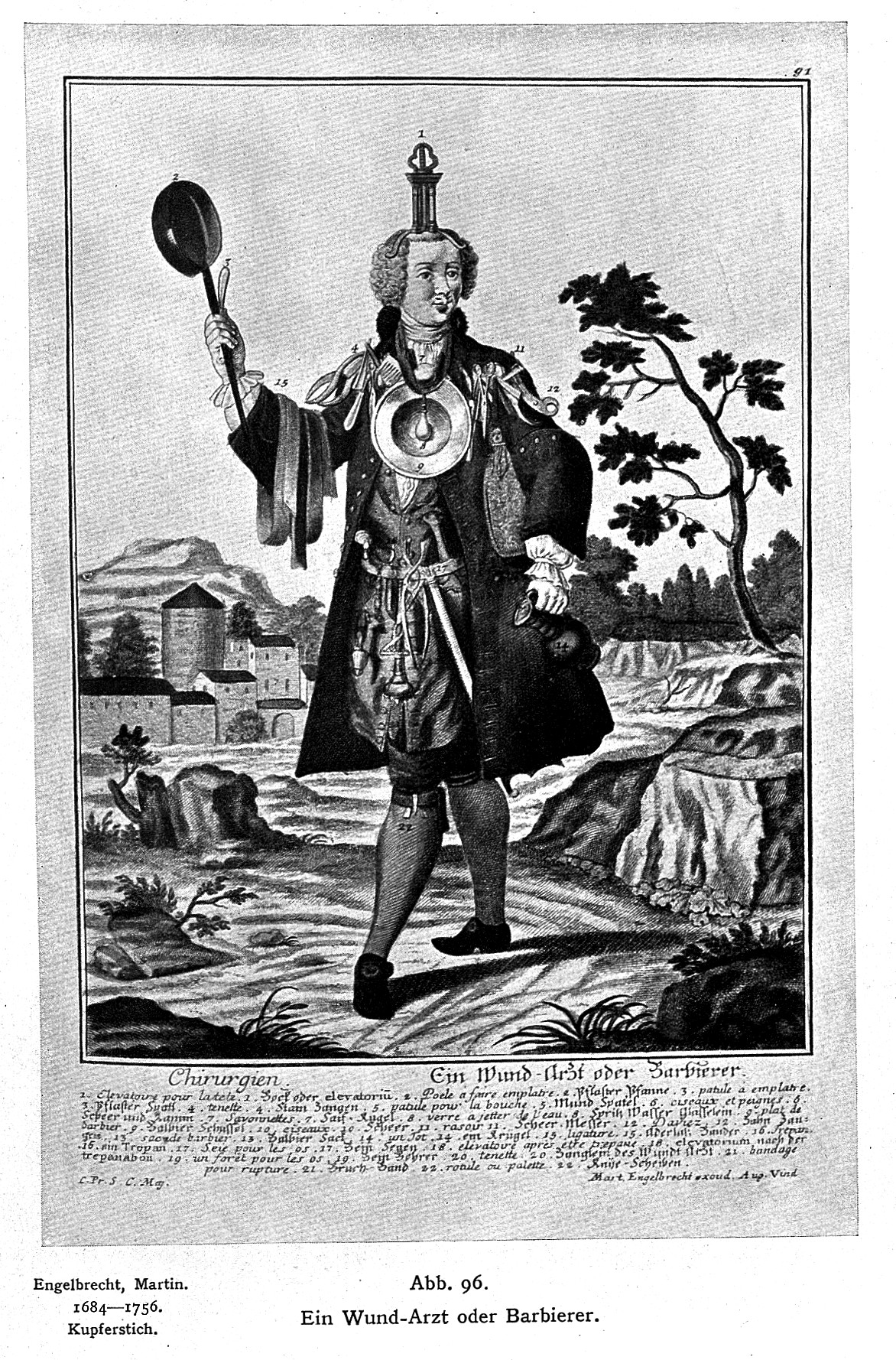
„Ein Wund-Arzt oder Barbierer“ von Martin Engelsrecht. Aus der Iconographia Odontologica von Curt Proskauer, 1926

1911 ließ sich Curt Priskauer in seiner Geburtsstadt als Zahnarzt nieder. Schon während des Studiums interessierte er sich besonders für die Geschichte der Zahnmedizin und Zahnärzte, was Proskauers Lebenswerk werden sollte. 1913 veröffentlichte er einen ersten Band zur „Kulturgeschichte der Zahnheilkunde“ und von 1919 bis 1923 betreute er die historische Sammlung des Zahnärztlichen Instituts der Breslauer Universität. Er promovierte 1920 über „Die Zahnarzneikunst des Breslauer Stadtarztes Matthäus Gottfried Purmann (1648 bis 1711)“ und legte sechs Jahre später sein Hauptwerk „Iconographia odontologica“ vor, eine Bildgeschichte der Zahnmedizin von der Antike bis zur Gegenwart. Bis 1926 hatte Proskauer bereits eine ansehnliche Sammlung von zahnärztlich-historischen Objekten aufgebaut. Im Rahmen einer Suche nach Räumlichkeiten verkaufte Proskauer auf Anraten von Fritz H. Witt 1927 seine umfangreiche zahnärztlich-historische Sammlung dem Reichsverband der Zahnärzte Deutschlands und wurde Leiter des Reichsinstituts für Geschichte der Zahnheilkunde. Sein Lehrer Karl Partsch (1855–1932) stellte ihm dafür Räumlichkeiten an der Breslauer Universität zur Verfügung. Proskauer wurde darin vom damaligen Vorsitzenden des Reichsverbands der Zahnärzte Deutschlands Fritz Linnert (1884–1949) unterstützt. 1931 hatte ihn die Fédération Dentaire Internationale (FDI) beauftragt, das „Reichsinstitut für Geschichte der Zahnheilkunde“, als „Internationale Zentralstelle für die Katalogisierung historischer Objekte aus der Zahnheilkunde“ zu fungieren. Dies fand ein Ende nach der Emeritierung von Partsch, als Hermann Euler (1878–1961) berufen worden war, der sich an den nationalsozialistischen „Säuberungsaktionen“ an der Universität engagiert beteiligte. Als Jude musste er 1933 aus dem Institut ausscheiden und wurde – wie alle Juden – zunehmend ins Abseits gedrängt. Proskauer wurde 1938 nach der Reichspogromnacht im Konzentrationslager Buchenwald als sogenannter Aktionsjude inhaftiert und kam nach fünf Wochen wieder frei. Die Familie organisierte während dieser Zeit ihre Flucht vor der Verfolgung durch die Nationalsozialisten. Mit Hilfe des Heiligen Stuhls gelangten die Proskauers nach Rom und wenige Monate später in die Vereinigten Staaten, wo sich jedoch die Aufnahme durch die jüdische Gemeinschaft in Manhattan zunächst sehr kühl gestaltete. In New York wurde die Familie primär als deutsche und nicht als jüdische Flüchtlingsfamilie wahrgenommen.
Die Familie Proskauer (Curt, Erna und die beiden Söhne Hans und Paul) hatte ihr gesamtes Umzugsgut 1939 in zwei Liftvans und einer Kiste verpackt und mit der Bremer Speditionsfirma Friedrich Bohne nach Bremen verschicken lassen. Dort konnte das Gut wegen des Kriegsausbruchs am 1. September 1939 nicht mehr verschifft werden und wurde von der Firma Bohne, vermutlich in deren großen und neuen Lagerräumen in der Friesenstraße eingelagert. Am 1. Oktober 1940 wurde das Umzugsgut beschlagnahmt und auf Anweisung des Finanzamts Berlin Moabit-West in Bremen durch das Finanzamt Bremen-Ost öffentlich versteigert. Die Versteigerung fand (vermutlich am 1. November 1940) im Pfandhaus in der Königstraße 66 im Schnoorviertel in Bremen statt. Im Umzugsgut hatte Curt Proskauer neben seinem umfangreichen und hochwertigen Haushalt, seiner 10.000 Bände umfassenden Bibliothek und einer beachtlichen Kunstsammlung moderner Künstler auch ein zahnärztliches Sprechzimmer, das er im Hinblick auf seine bevorstehende Emigration angeschafft hatte, eingepackt. Dass die Familie nun ohne ihr Hab und Gut in New York neu anfangen musste, machte diesen Neuanfang besonders schwer.
1940 wurde er Mitglied der Academy of Medicine in New York, 1946 Consulting Editor des „Journal of the History of Medicine and Allied Sciences“. Von 1950 bis 1965 war er als Kurator des Charles H. Land Museum of the School of Dental and Oral Surgery der Columbia University in New York tätig. Proskauer veröffentlichte nach seiner Vertreibung zahlreiche Aufsätze zur Geschichte der Zahnmedizin, auch in deutschen Zeitschriften. 1962 erschien sein letztes größeres Werk, die „Bildgeschichte der Zahnheilkunde“, das er zusammen mit seinem Jugendfreund Witt verfasst hatte. Am 20. März 1972 verstarb er in New York.
Ab 1937 wurde das „Reichsinstitut für Geschichte der Zahnheilkunde“ von dem systemkonformen Medizinhistoriker Walter Artelt (1907–1976) von der Charité in Berlin geleitet. 1937 zog das „Reichsinstitut für Geschichte der Zahnheilkunde“ mit seiner Sammlung und der Bücherei in das Zahnärztehaus in Berlin um. Die „Betreuung“ der Sammlung und der Bibliothek übernahm von 1933 bis 1939 besagter Fritz H. Witt. 1954 fand die umfangreiche Bibliothek zusammen mit der Sammlung ein neues Zuhause im neu erbauten Zahnärztehaus in Köln.

## Werke (Auswahl)
- Die Bedeutung der Wassermannschen Reaktion für die Zahnheilkunde. Thieme Verlag, Leipzig 1912;
- Die Zahnarzneikunst des Breslauer Stadtarztes Matthaeus Gottfried Purmann (1648–1711), Dissertation. Aus der Abteilung für conservative Zahnheilkunde des Breslauer zahnärztlichen Instituts, Leipzig 1921;
- Iconographia odontologica. Berlin 1926, Nachdruck Verlag G. Olms, Hildesheim 1967;
- Soll ich Zahnarzt-Zahnärztin werden? Minden i. W. 1929;
- Bildgeschichte der Zahnheilkunde. Zeugnisse aus 5 Jahrtausenden. M. DuMont Schauberg, Köln 1962 (mit F. H. Witt)